# Medi de Larisa (tirà)
Medi (grec antic: Μήδιος, llatí: Medius) fou un tirà de Larisa del segle iv aC.
Va entrar en guerra contra Licòfron, tirà de Feres, l'any 395 aC. Va concertar aliança amb els beocis, que al seu torn eren aliats dels argius, corintis i atenesos contra Esparta. Amb ajut principalment beoci va aconseguir la conquesta de Farsàlia, segons Diodor de Sicília. Xenofont no parla d'aquests fets.